# Jonathan Zittrain
Jonathan L. Zittrain (né le 24 décembre 1969) est un Américain, professeur de droit de l'Internet et de droit international à la faculté de droit de Harvard. Il est également professeur à la Harvard Kennedy School, professeur de sciences informatiques à l'École d'ingénierie et de sciences appliquées de Harvard, cofondateur et directeur du Berkman Center for Internet & Society de l'université Harvard. 